# شاشة مرنة

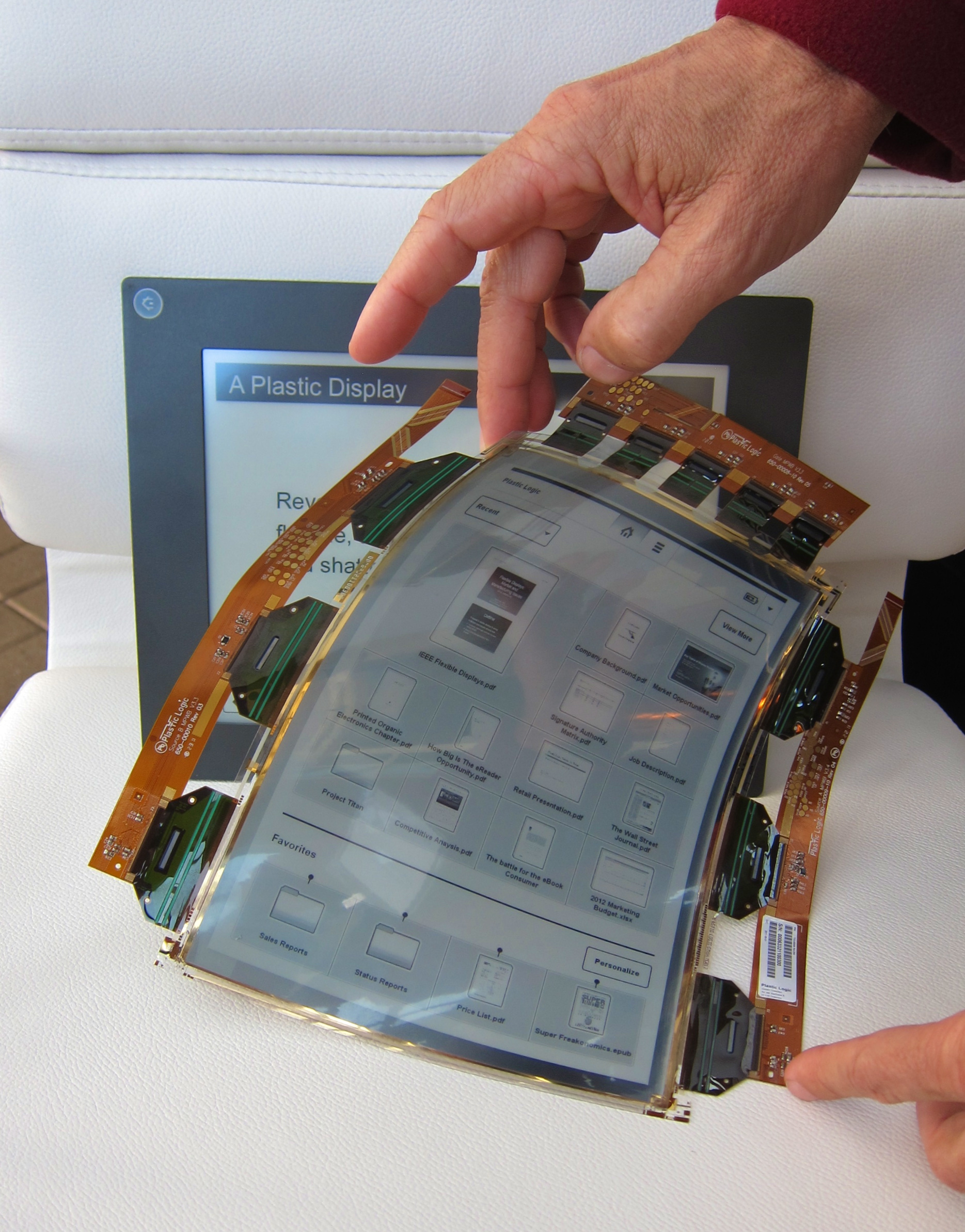
مثال لشاشة مرنة، تم إنشاؤها بواسطة بلاستيك لوجيك

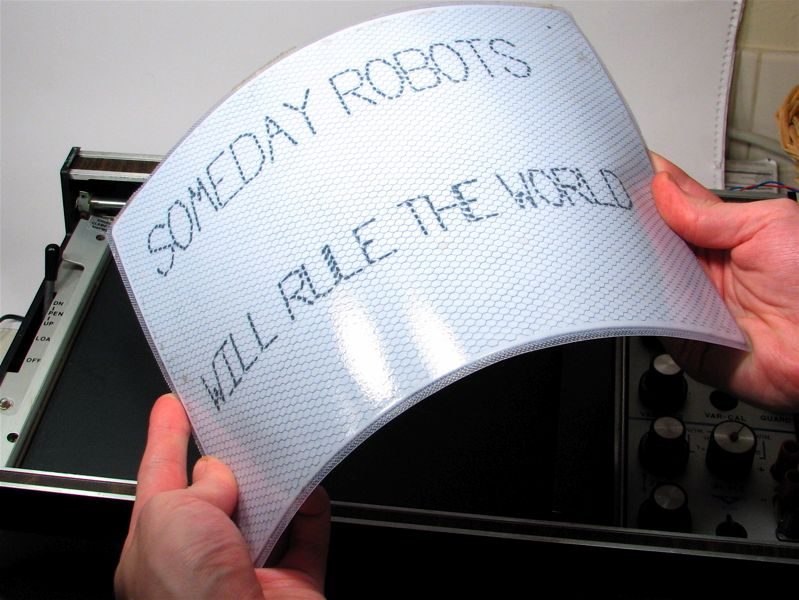
مجرد نموذج عرض أولي لورقة إلكترونية مرنة

الشاشة المرنة هيشاشة عرض إلكترونية ذات طبيعة مرنه وقابلة للطي وهي بديل منافس لشاشات العرض المسطحة المستخدمة في معظم الأجهزة الإلكترونية تقليديا، ولكن في السنوات الأخيرة ظهر اهتمام متزايد من قبل العديد من الشركات المصنعة للإلكترونيات الاستهلاكية لتطبيق تقنية العرض هذه في قارئات الكتب الإلكترونية والهواتف المحمولة وغيرها من الإلكترونيات الاستهلاكية.

## التاريخ

### الشاشات (الأوراق) الإلكترونية المرنة للعرض
كانت الشاشات الإلكترونية المرنة (الورق الإلكتروني) أول شاشات عرض مرنة صُممت وقُدمت بنماذج أولية. على الرغم من أن هذا النوع من الشاشات المنحنية له تاريخ طويل وقد جرت تجربته من قبل العديد من الشركات، إلا أن هذه التكنولوجيا بدأت في الآونة الأخيرة فقط تظهر في رؤية تطبيقات تجارية للإنتاج بالجملة لاستخدامها في الأجهزة الإلكترونية الاستهلاكية.

#### معهد أبحاث شركة زيروكس
طُرحت لأول مرة فكرة تطوير شاشة منحنية من قبل شركة زيروكس (شركة بالو ألتو للأبحاث). في عام 1974، حقق نيكولاس ك. شيريدون، وهو موظف في معهد أبحاث شركة زيروكس، طفرة كبيرة في تكنولوجية الشاشة المنحنية أو المرنة وأنتج أول شاشة منحنية للورق الإلكتروني. تم تصميم تقنية الشاشة الجديدة هذه -والتي يطلق عليها اسم   (جايركون)- لتقليد خصائص الورق لكنها كانت مرتبطة بالقدرة للشاشات ذات الصور الرقمية عالية الدقة والديناميكية.تصور شيريدون ظهور مكاتب بلا أوراق، وسعى إلى الحصول على تطبيقات تجارية لجيري كون. في عام  2003، تم تشكيل (جايركون LLC) كشركة تابعة مباشرة لـ زيروكس لتسويق تكنولوجيا الورق الإلكترونية المطورة في  معهد أبحاث شركة زيروكس.
كانت عمليات جايركون LLC قصيرة الأجل وفي ديسمبر 2005، أغلقت شركة زيروكس الشركة التابعة في خطوة للتركيز على ترخيص التكنولوجيا بدلاً من ذلك.

#### جامعة ولاية أريزونا وشركة هيولت باكارد
في عام 2005، افتتحت جامعة ولاية أريزونا منشأة تبلغ مساحتها 250،000 قدم مربع مخصصة لأبحاث الشاشات المنحنية تحت اسم مركز جامعة أريزونا للشاشات المنحنية  FDC. تلقت جامعة ولاية أريزونا 43،7 مليون دولار من مختبر أبحاث الجيش الأمريكي ARL من أجل تطوير مركز جامعة أريزونا للشاشات المنحنية في فبراير 2004.
تم تصميم جهاز النموذج الأولي المخطط للمظاهرة العامة في وقت لاحق من ذلك العام. لكن مع ذلك، واجه المشروع سلسلة من التأخيرات. في ديسمبر 2008، دخلت جامعة ولاية أريزونا بالشراكة مع هيولت باكارد (شركة إلكترونية ضخمة لتكنولوجيا المعلومات) بعرض نموذج إلكتروني مرن من مركز الشاشات المنحنية في الجامعة. استمرت هيولت باكارد في البحث، وفي عام 2010، عرضت نموذجًا آخر. ومع ذلك، نظرًا للقيود المفروضة على التكنولوجيا، ذكرت هيولت باكارد: «لا ترى [شركتنا] في الواقع أن هذه اللوحات تُستخدم في شاشات منحنية أو قابلة للطي حقًا، بل ترى أنها تُستخدم لجعل الشاشات المنحنية أرق وأخف وزنًا». بين 2004-2008، طورت جامعة ولاية أريزونا أول شاشات منحنية صغيرة الحجم. بين عامي 2008-2012، التزم مختبر أبحاث الجيش الأمريكي بمزيد من الرعاية أو التمويل لمركز جامعة أريزونا للشاشات المنحنية، وهو ما تضمن 50 مليون دولار إضافية في تمويل البحوث. على الرغم من أن الجيش الأمريكي يمول تطوير مركز جامعة أريزونا للشاشات المنحنية، إلا أن تركيز المركز يصب اهتمامه على التطبيقات التجارية.

#### بلاستك لوجك
تقوم هذه الشركة بتطوير وتصنيع شاشات منحنية أحادية اللون من البلاستيك بأحجام مختلفة بناءً على تقنية ترانزستور الأغشية الرقيقة العضوية (OTFT) الخاصة بها. أثبتت أيضًا قدرتها على إنتاج شاشات ملونة باستخدام هذه التقنية، ومع ذلك فلم تستطع حتى الآن تصنيعها على نطاق واسع. يتم تصنيع الشاشات المنحنية في مصنع الشركة المصمم لهذا الغرض في درسدن بألمانيا، والذي كان أول مصنع من نوعه يتم بناؤه (مخصص لتصنيع الإلكترونيات العضوية بكميات كبيرة). يُشار إلى هذه الشاشات المنحنية بأنها «غير قابلة للكسر»، لأنها مصنوعة بالكامل من البلاستيك ولا تحتوي على زجاج. كما أنها أخف وزنًا وأخف من الشاشات المنحنية الزجاجية ومنخفضة الطاقة. تشمل تطبيقات تقنية الشاشة المنحنية هذه اللافتات وساعات المعصم والأجهزة القابلة للارتداء وكذلك السيارات والأجهزة المحمولة.

#### واجهات المستخدم العضوية ومختبر الوسائط البشرية
في عام 2004، قام فريق بقيادة البروفيسور رويل فيرتيجال في مختبر الإعلام البشري بجامعة كوينز في كندا بتطوير برنامج بيبر ويندوز (أطر الأوراق الإلكترونية)، أول نموذج لورق الكمبيوتر القابل للانحناء وأول واجهة مستخدم عضوية. نظرًا إلى أن الشاشات المنحنية ذات الحروف الكبيرة والألوان لم تكن متوفرة في ذلك الوقت في الولايات المتحدة، نشر بيبر ويندوز شكلاً من أشكال الإسقاط النشط لنوافذ الكمبيوتر على مستندات ورقية حقيقية عملت معًا كجهاز كمبيوتر واحد من خلال تتبعٍ ثلاثي الأبعاد. في محاضرة لفرق جايركون والتفاعل بين الإنسان والحاسوب في معهد أبحاث شركة زيروكس في 4 مايو2007، قدم البروفسور فيرتيجال علناً مصطلح واجهة المستخدم العضوية OUI كوسيلة لوصف تداعيات تقنيات العرض غير المسطحة على واجهات المستخدم في المستقبل: أجهزة الكمبيوتر الورقية، عوامل الشكل المرن أو المنحني لأجهزة الحوسبة، ويشمل أيضًا كائنات عرض صلبة من أي شكل، مع شاشات ملتفة تشبه الجلد. نُشرت المحاضرة بعد عام كجزء من إصدار خاص عن واجهات المستخدم العضوية في مجلة اتصالات ACM. في مايو 2010، عقد مختبر الإعلام البشري شراكة مع مركز جامعة أريزونا للشاشات المنحنية لإنتاج الهاتف الورقي، أول هاتف ذكي مرن مع شاشة كهربائية مرنة. يستخدم بيبر فون (الهاتف الورقي) إيماءات ثني للتنقل في المحتويات. منذ ذلك الحين، تعاونت شركة مختبر الإعلام البشري مع بلاستك لوجك وشركة أنتل لتقديم أول كمبيوتر لوحي مرن وجهاز كمبيوتر إلكتروني متعدد العرض، بيبر تاب (الكمبيوتر الورقي)، في معرض الإلكترونيات الاستهلاكية 2013، وفي أبريل 2013، أُصدر ولأول مرة في العالم نموذج أولي لهاتف ذكي منحنٍ أو مرن.

#### شركات أخرى
منذ عام 2010، أعربت شركة سوني للإلكترونيات والاتحاد الأفريقي للبصريات وشركة إل جي للإلكترونيات عن اهتمامها بتطوير شاشات منحنية إلكترونية مرنة. ومع ذلك، فإن شركة إل جي وحدها أعلنت رسميًا عن خطط لإنتاج كميات كبيرة من شاشات الورق الإلكترونية المنحنية.

### شاشات أوليد المنحنية
بدأ البحث والتطوير في شاشات أوليد المنحنية إلى حد كبير في أواخر الألفينات 2000 مع النوايا الرئيسية لتنفيذ هذه التكنولوجيا في الأجهزة المحمولة. ومع ذلك، فقد ظهرت هذه التقنية مؤخرًا، إلى حد ما، في شاشات تلفاز المستهلكين أيضًا.

#### مفاهيم نوكيا مورف والحركية
وضعت نوكيا مفهومًا لأول مرة لتطبيق شاشات أوليد المنحنية في الهاتف المحمول باستخدام نوكيا مورف، مفهوم الهاتف المحمول. أُطلق مفهوم المورف إلى الصحافة في فبراير 2008، وكان مشروعًا اشتركت نوكيا في تطويره مع جامعة كامبريدج. من خلال مورف، تهدف نوكيا إلى إظهار رؤيتها للأجهزة المحمولة المستقبلية لتضمين تصميمات مرنة ومتعددة الأشكال؛ والسماح للجهاز بتقديم تغيير سلس وتلبية مجموعة متنوعة من الاحتياجات للمستخدم في بيئات مختلفة. على الرغم من أن هدف مورف كان لإثبات إمكانيات  تقنية النانو، إلا أنه كان رائدًا في مفهوم استخدام شاشات منحنية للفيديو في جهاز إلكتروني استهلاكي. جددت نوكيا اهتمامها بالأجهزة المحمولة المرنة مرة أخرى في عام  2011 من خلال مفهوم نوكيا الحركي.  كشفت نوكيا النقاب عن النموذج الحركي المنحني للهاتف في نوكيا وورلد 2011 في لندن، إلى جانب مجموعة نوكيا الجديدة من أجهزة هواتف ويندوز 7. أثبت المفهوم الحركي أنه خروج كبير عن مورف ماديًا، لكنها لا تزال تمثل رؤية نوكيا لتعدد الأشكال في أجهزة الهواتف النقالة.

#### سوني
أبدت شركة سوني للإلكترونيات اهتمامها بالبحث والتطوير نحو عرض مرن لعرض الفيديو منذ عام 2005.  بالشراكة مع رايكون (معهد البحوث الفيزيائية والكيميائية)، وَعَدت سوني بتسويق هذه التكنولوجيا في أجهزة التلفزيون والهواتف المحمولة في وقت ما من عام 2010. في مايو 2010، قدمت شركة سوني شاشة أوليد تعمل بتقنية TFT (بروتوكول نقل الملفات البسيط).

#### سامسونغ
في أواخر عام 2010، أعلنت شركة سامسونغ للإلكترونيات عن تطوير شاشة أموليد (شاشة المصفوفة العضوية النشطة ذات الصمام الثنائي الباعث للضوء) المرنة بحجم 4،5 بوصة. عُرض الجهاز الأولي في معرض إلكترونيات المستهلك CES 2011. خلال مكالمات الأرباح لمجموعة الربع الثالث لعام 2011، أكد روبرت يي نائب رئيس علاقات المستثمرين في سامسونغ نوايا الشركة في تطبيق التكنولوجيا وإطلاق المنتجات التي تستخدمها بحلول أوائل عام 2012. في يناير2012، استحوذت سامسونغ على ليكوافيستا، وهي شركة لها خبرة في تصنيع الشاشات المنحنية، وأعلنت عن خطط لبدء الإنتاج الضخم بحلول الربع الثاني من عام 2012.
خلال عرض معرض الإلكترونيات الاستهلاكية  2013 الرئيسي من سامسونغ، عُرض للعامة نموذجان لأجهزة الهاتف النقال تحت مسمى «youm» والذي يتضمن تقنية شاشات الأموليد المنحنية.
أصدرت شركة سامسونغ بعد ذلك هاتف جالاكسي راوند، وهو هاتف ذكي بشاشة منحنية للداخل، وذلك في أكتوبر 2013. جرى تطوير أحد مفاهيم Youm، والذي تضمن حافة شاشة منحنية تُستخدم كمنطقة ثانوية للإعلامات والاختصارات، في جالاكسي نوت إيدج الذي أُصدر في 2014.في عام 2015، طبقت سامسونغ هذه التقنية على سلسلة جالاكسي إس الرائدة من خلال إصدار جالاكسي إس سيكس إيدج، وهو البديل من طراز إس سيكس مع شاشة مائلة على جانبي الجهاز. خلال مؤتمر للمطورين في 2018، عرضت سامسونغ نموذجًا أوليًا للهاتف الذكي القابل للطي، والذي كُشف عنه لاحقًا في فبراير 2019 باسم جالاكسي فولد.